# Herbert G. Baker
Herbert George Baker (Brighton, 23 febbraio 1920 – Oakland, 2 luglio 2001) è stato un botanico britannico naturalizzato statunitense, esperto di ecologia evolutiva e un'autorità sulla biologia dell'impollinazione e sul sistema di coltura delle Magnoliophyta.

## Biografia
Diede origine alla legge di Baler, l'idea che la capacità di auto-impollinazione dovrebbe essere comune tra le specie che hanno stabilito con successo popolazioni attraverso la dispersione biologica di lungo termine.

## Pubblicazioni
- The Genetics of Colonizing Species (1965). Con G. Ledyard Stebbins.
- Plants and Civilization (1965)